# Kisköre
Kisköre est une ville et une commune du comitat de Heves en Hongrie.